# Acidente do DC-3 da Panair prefixo PP-PCH
O acidente do DC-3 da Panair prefixo PP-PCH ocorreu na tarde de 27 de setembro de 1946. O voo da Panair do Brasil decolou às 16h10 do aeródromo de Lagoa Santa (aeroporto da Pampulha), em Belo Horizonte, com destino ao Rio de Janeiro, mantendo seu último contato por rádio com a estação da Panair às 16h38, quando sobrevoava a cidade de Conselheiro Lafaiete.
Às 16h40, após penetrar num possível cumulonimbus, onde perderia sustentação, o Douglas DC-3 bateu no morro dos Marimbondos, na Serra da Samambaia, próxima ao povoado de Abreus, a cerca de 12 km da zona urbana de Alto Rio Doce. Morreram todos os seus ocupantes.
O avião não pousou no aeroporto de Santos Dumont, nem deu notícias. As buscas por sua localização foram desencadeadas. Alguns moradores da região disseram ter ouvido uma forte explosão por volta das 16h40 que confundiram com um trovão devido à forte tempestade que havia naquele momento. Voando por instrumentos e sem contar com radar meteorológico para identificar zonas de turbulência fortes, a turbulência grave levou a perder o controle do avião. O avião caiu e colidiu com o solo a alta velocidade.